# NGC 3315
NGC 3315 (również PGC 31540) – galaktyka soczewkowata (S0^-?), znajdująca się w gwiazdozbiorze Hydry. Odkrył ją Edward P. Austin w 1870 roku.